# شادبلاغ (مقاطعة إسلام آباد غرب)
شادبلاغ (بالفارسية: شادبلاغ) هي قرية تقع في كرمانشاه في إيران. يقدر عدد سكانها بـ 280 نسمة بحسب إحصاء 2016.